# Gyrtona hylusalis
Gyrtona hylusalis är en fjärilsart som beskrevs av Walker 1863. Gyrtona hylusalis ingår i släktet Gyrtona och familjen nattflyn. Inga underarter finns listade i Catalogue of Life.